# Martel (gemeente)
Martel is een gemeente in het Franse departement Lot (regio Occitanie). Martel telde op 1 januari 2022 1.639 inwoners. De plaats maakt deel uit van het arrondissement Gourdon.
Martel is lid van Les Plus Beaux Villages de France.

## Geschiedenis
De plaats is ontstaan omstreeks 1100 en werd voor het eerst vermeld in 1140. In 1180 was het een bezit van de burggraven van Turenne. Martel lag op een kruispunt van wegen: de antieke weg tussen Parijs en Toulouse kruiste hier met de weg tussen Bordeaux en Aurillac, gebruikt voor het vervoer van zout. De stad werd een welvarende marktplaats. In 1219 verkreeg Martel een stadscharter van de burggraaf van Turenne. Martel werd een stad bestuurd door verkozen consuls.
Een eerste stadsmuur werd gebouwd in de twaalfde eeuw. Een tweede stadsmuur kwam er in de veertiende eeuw, bij het begin van de Honderdjarige Oorlog. Dank zij deze stadsmuur konden rovende legerbenden buiten de stad worden gehouden. Martel werd Engels door het Verdrag van Brétigny (1360). Veertien jaar later werd de stad weer Frans nadat ze werd ingenomen door het leger van Bertrand du Guesclin. Na het einde van de oorlog keerde de welvaart terug. De handel leefde op en Martel was ook een gerechtelijke en fiscaal centrum, waar een seneschalk zetelde. Deze bloeitijd eindigde in de zeventiende eeuw toen de weg tussen Parijs en Toulouse werd verlegd naar Cressensac en Souillac. Bovendien verloor de stad een aantal voorrechten nadat het burggraafschap Turenne in 1738 rechtstreeks onder de Franse kroon kwam.
In de negentiende eeuw won de truffelhandel aan belang en aan het einde van de eeuw werd de gemeente aangesloten op het spoorwegnetwerk.

## Geografie
De oppervlakte van Martel bedroeg op 1 januari 2022 35,28 vierkante kilometer; de bevolkingsdichtheid was toen 46,5 inwoners per km². De Dordogne vormt de zuidoostelijke grens van de gemeente.

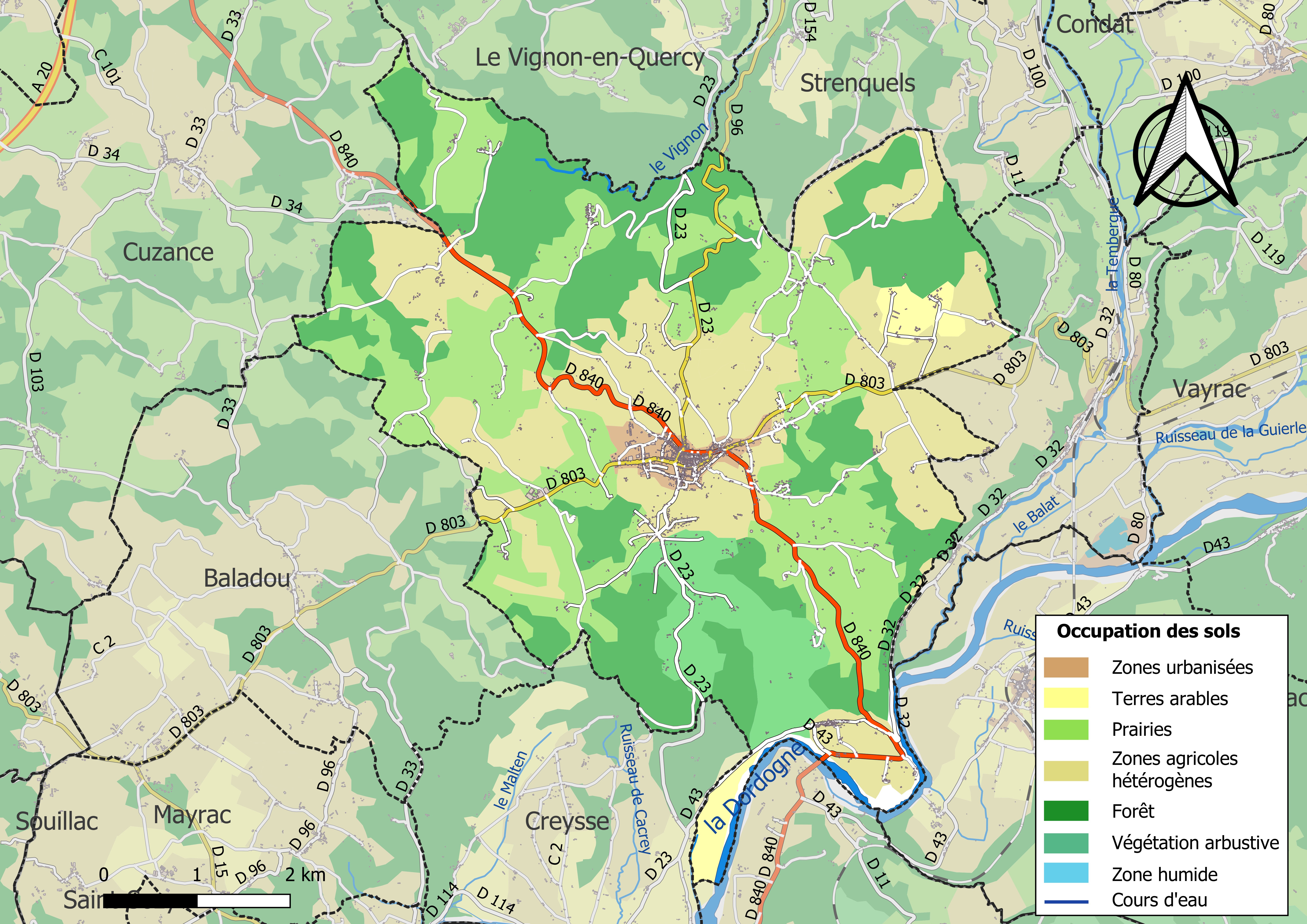
Kaart van de gemeente met de belangrijkste infrastructuur, bodemgebruik en omliggende gemeenten

## Demografie
De bevolking daalde licht in de achttiende eeuw en de eerste helft van de negentiende eeuw. Vanaf 1870 volgde een sterke daling. Deze daling zette zich door in de twintigste eeuw. Vanaf de jaren 1980 volgde er een stijging van de bevolking. In 2005 telde de gemeente 1.513 inwoners. Onderstaande figuur toont het verloop van het inwonertal (bron: INSEE-tellingen).

## Bezienswaardigheden
Het Palais de la Raymondie is een stadspaleis dat tussen 1280 en 1320 werd gebouwd in opdracht van belastingsontvanger Bernard de la Raymondie. Ander burgerlijk erfgoed zijn het Hôtel Condamine, de voormalige munt van Turenne, en de achttiende-eeuwse markthal.
De Saint-Maurkerk werd in de dertiende en veertiende eeuw gebouwd op de plaats van een eerdere romaanse kerk. De 56 meter lange kerk met gotische stijlkenmerken maakte deel uit van de stadsversterkingen. De kerk heeft een 48 meter hoge klokkentoren. De zestiende-eeuwse glasramen in het koor zijn beschermd erfgoed.